# Захват заложников в штаб-квартире ОПЕК
Захват заложников в штаб-квартире ОПЕК — одна из самых громких террористических атак 1970-х годов, организованная известным террористом Ильичом Санчесом Рамиресом.

## Цели и задачи теракта. Подготовка
Теракт был проведён в столице Австрии Вене, где находится штаб-квартира организации стран-экспортёров нефти (ОПЕК). Организаторы и исполнители данной атаки намеревались захватить в заложники министров, которые должны были принять участие в конференции ОПЕК. Затем они планировали отправиться с ними в длительное пропагандистское путешествие. Каждого из захваченных в плен министров планировалось отпускать на свободу на территории его страны, после того, как тот во всеуслышанье прочтёт текст манифеста в поддержку Народного фронта освобождения Палестины, который и являлся организатором атаки. Террористы были весьма хорошо вооружены: в их арсенале наличествовали два автомата, восемь пистолетов, револьвер, восемь ручных гранат и почти 20 кг взрывчатки.
Непосредственное руководство террористической группой составили опытные террористы Ильич Санчес Рамирес, известный также как «Карлос Шакал», и Ханс-Йоахим Кляйн. Подготовка к теракту велась в течение нескольких недель. Кляйн вёл непосредственное наблюдение за объектом нападения, расположенным на улице Карл-Люгер-Ринг. На основе фотографий, сделанных им же, был составлен план атаки на штаб-квартиру.

## 21 декабря 1975 года
В тот день группа из шести человек во главе с Карлосом Шакалом и Кляйном вошла в здание ОПЕК. Охранявший здание полицейский пропустил их без досмотра приблизительно в 11 часов утра. Оружие и взрывчатку террористы спрятали в сумках. В холле штаб-квартиры Карлос достал автомат, но полицейский Антон Тихлер вырвал его у него. Одна из участниц из отряда террористов, Габриэль Тидеманн-Крёхер по кличке «Нада», застрелила Тихлера. После этого террористы на лифте доехали до этажа, где проходило заседание делегаций стран-членов ОПЕК. Ворвавшись в зал, Карлос открыл беспорядочную стрельбу, в то время как остальные его сообщники устанавливали взрывные устройства на дверях помещения. От пуль, выпущенных Карлосом Шакалом, погибли ещё 2 человека — член ливийской делегации и иракский телохранитель. В заложниках оказалось 62 человека. Кляйн в это время контролировал приёмную. Он выстрелил в телефонный аппарат секретарши, которая успела перед этим позвонить в полицию и рассказать о заложниках. Прибывшие на место полицейские открыли огонь. При перестрелке Кляйна ранили, его доставили в венскую больницу. Репортёр успел сфотографировать его, благодаря чему впоследствии личность Кляйна удалось установить. Остальные террористы забаррикадировались в зале заседаний и начали вести переговоры. Их требованиями были заправленный самолёт, медицинская помощь Кляйну и возможность выступать с заявлениями о поддержке НФОП в разных странах.
Австрийские власти, бессильные перед террористами, согласились. На следующее утро, 22 декабря 1975 года, террористы отпустили половину заложников, а остальных, в том числе 11 министров, посадили в самолёт и вылетели в Алжир. На борту самолёта находился и раненый Кляйн. В Алжире террористы отпустили всех неарабских заложников и отправили Кляйна в местную больницу. После этого самолёт вылетел в Ливию, но вскоре вновь вернулся в Алжир, где на сей раз все заложники были освобождены за выкуп в 50 млн долларов. На эти деньги участники теракта бежали на Ближний Восток. По мнению исследователей, это бегство было организовано не без помощи Ливии и лично Муамара Каддафи. Тем не менее, по мнению Карлоса Шакала, акция была провалена, так как главная её цель достигнута не была.

## Дальнейшая судьба участников теракта
В 1988 году Кляйн сдался немецким властям и 8 сентября был арестован. 15 августа 1994 года в столице Судана Хартуме французскими агентами был арестован Карлос Шакал. В декабре 1997 года последний был приговорён к пожизненному лишению свободы. В 2001 году Кляйн был приговорён к 9 годам лишения свободы. Нада была оправдана за недостаточностью улик и умерла в 1995 году. Остальные террористы так и не были найдены. В марте 2009 года Кляйн был амнистирован и отпущен на свободу.

## В культуре
События захвата отображены в фильме 1997 «Двойник» и полностью экранизированы в фильме «Карлос» (Carlos; 2010) режиссёром Оливье Ассаясом.